# Фоменко, Геннадий Петрович
Геннадий Петрович Фоменко (укр. Геннадій Петрович Фоменко; 25 февраля 1943 — 22 августа 2017) — украинский политик и государственный деятель. Народный депутат Верховной рады Украины I созыва (1990—1994) и председатель Луганской областной государственной администрации (1995—1998).
Государственный служащий I ранга, кавалер ордена «За заслуги» III степени (1998).